# Einar Stecher Christensen
Einar Aksel Stecher Christensen (13. september 1899 i København – 12. juni 1945 smst) var en dansk borgmester i Aarhus, (Socialdemokraterne).
Født i København. Død af hjertestop  i en alder af kun 45 år, under et besøg på Glyptoteket.
Borgmester i Aarhus i perioden 1942 til 1945.